# Marcha sobre hielo de la Flota del Báltico
La Marcha sobre el Hielo de la Flota del Báltico (en ruso: Ледовый поход Балтийского флота), o simplemente Campaña del hielo, fue una operación de la Flota del Báltico en la primavera de 1918, en vista del avance de las tropas alemanas en el frente oriental desde principios de 1918 y de la intervención en Finlandia, sus barcos en los puertos de avanzada de Reval (Gobernación de Estonia) y Helsingfors (Gran Ducado de Finlandia) fueron ordenados a reagruparse en Kronstadt para retirarse más allá de la isla de Kotlin .

## Historia
El 25 de febrero de 1918, las tropas alemanas conquistaron Reval (actual Tallin) en su avance por la región báltica. Los barcos de la Flota del Báltico estacionados allí pudieron abandonar el puerto —a excepción de un submarino— y llegaron a Helsingfors (actual Helsinki) el 5 de marzo gracias al incansable uso de rompehielos. También se transfirieron los nuevos edificios en construcción o en proceso de equipamiento en los astilleros de Lange & Böcker y Trabajos Rusos del Báltico.
Tras el desembarco de la División alemana del Mar Báltico en Hanko el 3 de abril y la celebración del acuerdo de Hanko entre el contralmirante Hugo Meurer y representantes del ZentroBalt (Comité Central de la Flota del Báltico), el oficial de mayor rango de la Flota del Báltico, el capitán de primer rango Alexéi Schastny (en ruso: Алексей Щастный), el traslado de las unidades rusas a Kronstadt. Hasta el 6 de abril, aproximadamente 170 unidades pudieron ser repatriadas a pesar de las condiciones climáticas adversas (hasta -12 °C de temperatura) y las difíciles condiciones del hielo en el golfo de Finlandia. Esto significó que el Sóviet de Rusia mantuvo prácticamente toda la Flota del Báltico imperial. Shchastny, que había iniciado y llevado a cabo esta hazaña inusual con poca antelación, fue arrestado poco después y fusilado por los bolcheviques. La razón declarada para el fusilamiento fue: «Hacerse deliberadamente popular a través de sus acciones para poder utilizar después esta popularidad contra el poder soviético.»

## Barcos involucrados
Los dos rompehielos Yermak y Volinets lograron abrir una ruta de 330 km a través del hielo hasta Kronstadt en cinco días. En la operación participaron las siguientes unidades navales:
- Cuatro acorazados: Gangut, Petropavlovsk, Poltava y Sebastopol.
- Tres barcos de línea antiguos: Andréi Pervoswanny, Respublika (anteriormente Imperator Pavel I), Grazhdanín (ant. Tsesarevich).
- Cinco cruceros acorazados : Rurik, Almirante Makarov, Bayan, Gromobói, Rossia.
- Cuatro cruceros: Bogatir, Oleg, Aurora, Diana.
- 57 destructores (incluidos 16 destructores modernos de clase Novik).[2]
- Tres cañoneros: Grozyashchi, Khrabry, Khvinets.
- 12 submarinos.
- Tres minadores.
- Otras 144 embarcaciones de todo tipo y calado.

## Unidades dejadas atrás
Poco antes del desembarco de las tropas alemanas, los submarinos rusos AG 11, AG 12, AG 15 y AG 16 (tres tipo Holland 602 del Báltico y otro de la flota del Mar Negro) se autohundieron en el puerto de Hanko. Dos de los submarinos, AG 12 y AG 16, fueron recuperados posteriormente con la intención de ser asignados a la armada finlandesa, pero sus reparaciones resultaron demasiado costosas y no se llevaron a cabo. Al día siguiente, los submarinos británicos HMS C26, HMS C27, HMS C35, HMS E1, HMS E8, HMS E9 y HMS E19 fueron hundidos por sus tripulaciones en Helsingfors.